# Wesley Snipes
Wesley Snipes (sinh ngày 31 tháng 7 năm 1962) là một diễn viên, đạo diễn, nhà sản xuất phim, võ sĩ kiêm tác giả người Mỹ. Anh được biết đến nhiều nhất qua các vai diễn trong những bộ phim như: New Jack City (1991), White Men Can't Jump (1992), Passenger 57 (1992), Demolition Man (1993), US Marshals (1998), đặc biệt là vai nhân vật Blade trong cả ba phần của loạt phim Blade (1998–2004), ngoài ra anh cũng góp mặt trong phần thứ ba của bộ phim hành động đình đám Biệt đội đánh thuê.
Anh thành lập công ty sản xuất Amen-Ra Films vào năm 1991 và công ty con Black Dot Media để phát triển các dự án về điện ảnh và truyền hình. Anh tham gia tập luyện võ thuật từ năm 12 tuổi, đạt đai đen 5 đẳng môn Shotokan Karate và đai đen 2 đẳng môn Hapkido.

## Đầu đời
Snipes sinh ra ở Orlando, Florida, là con trai của bà Marian, một trợ giảng và ông Wesley Rudolph Snipes, một kỹ sư máy bay. Anh lớn lên ở Bronx, New York.

## Sự nghiệp diễn xuất
Anh đóng vai James trong bộ phim hành động The Contractor (2007), được quay ở Bulgaria và Vương quốc Anh, hay một số vai diễn của những bộ phim khác như Gallowwalkers, phát hành năm 2012, và Trò chơi tử thần. Snipes ban đầu được dự kiến đóng một trong bốn vai chính trong bộ phim chiến tranh Miracle at St. Anna năm 2008 của Spike Lee nhưng phải rời khỏi bộ phim do vấn đề thuế; cuối cùng vai của anh lại do diễn viên Derek Luke đảm nhận.

## Đời tư

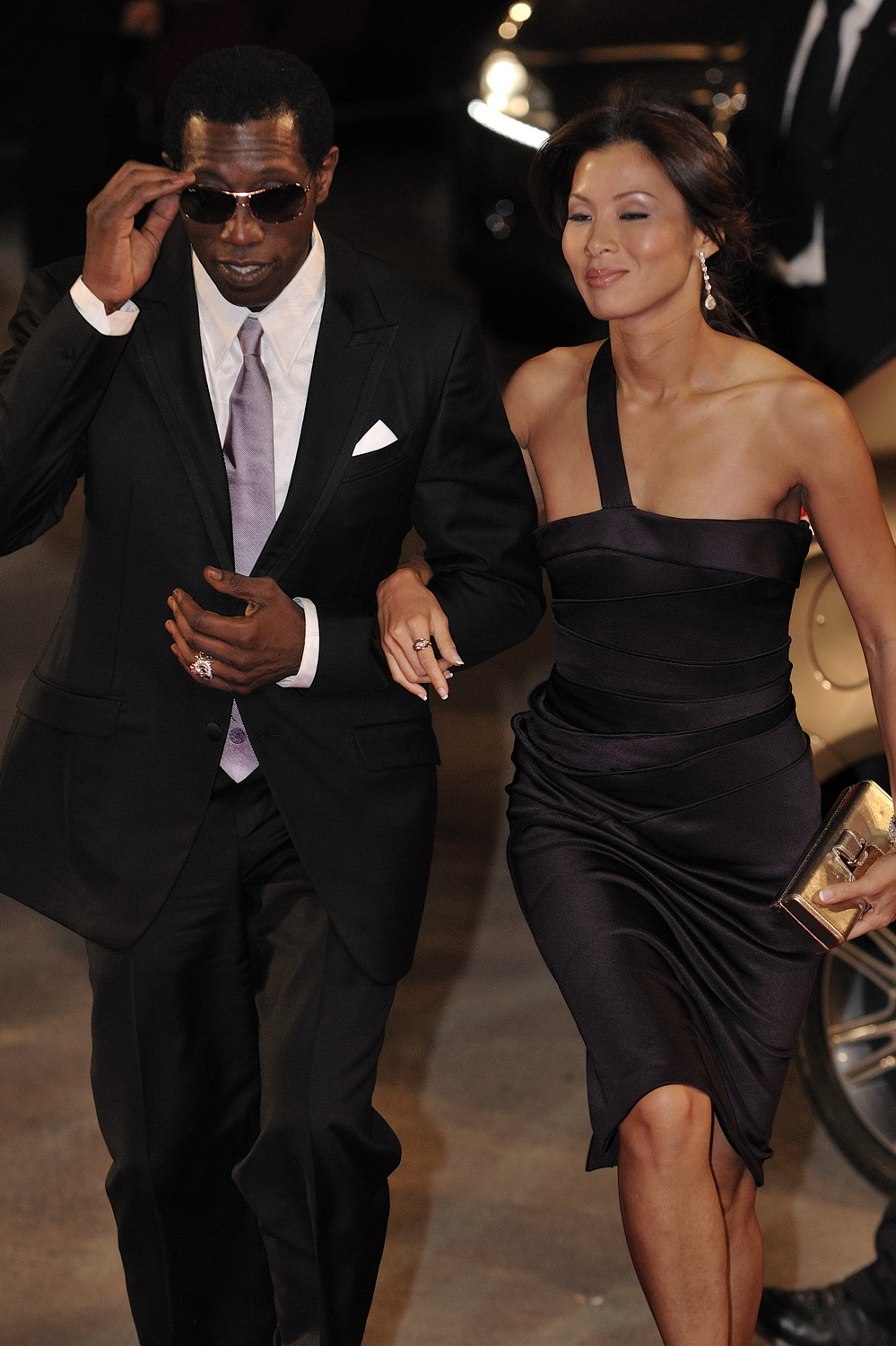
Wesley Snipes chụp ảnh với vợ Nikki Park vào năm 2009.

Snipes bắt đầu tập võ từ năm 12 tuổi. Anh ấy có đai đen bậc 5 môn Shotokan karate và đai đen bậc 2 môn Hapkido. Anh cũng đã được đào tạo ở Capoeira dưới sự chỉ đạo của Mestre Jelon Vieira và một số môn khác bao gồm kung fu tại chùa Thiếu Lâm Hoa Kỳ và Brazilian Jiu Jitsu và Kickboxing. Trong thời gian ở New York, Snipes đã được huấn luyện chiến đấu bởi người bạn và người cố vấn Brooke Ellis.
Snipes đã kết hôn hai lần, lần đầu tiên là với April Snipes, họ có một cậu con trai Jelani, người đã đóng vai khách mời trong bộ phim năm 1990 Mo 'Better Blues của Snipes. Năm 2003, Snipes kết hôn với họa sĩ Nakyung "Nikki" Park, anh có bốn người con.

## Phim đã tham gia

### Phim ảnh
| Năm  | Phim                                             | Vai diễn                                      | Ghi chú                                      |
| ---- | ------------------------------------------------ | --------------------------------------------- | -------------------------------------------- |
| 1986 | Wildcats                                         | Trumaine                                      |                                              |
| 1986 | Streets of Gold                                  | Roland Jenkins                                |                                              |
| 1987 | Critical Condition                               | Ambulance Driver                              |                                              |
| 1987 | Bad                                              | Mini Max                                      | Music video                                  |
| 1989 | Major League                                     | "Willie Mays" Hayes                           |                                              |
| 1990 | Mo' Better Blues                                 | Shadow Handerson                              |                                              |
| 1990 | King of New York                                 | Thomas Flanigan                               |                                              |
| 1991 | New Jack City                                    | Nino Brown                                    | Nominated – MTV Movie Award for Best Villain |
| 1991 | Jungle Fever                                     | Flipper Purify                                |                                              |
| 1992 | The Waterdance                                   | Raymond Hill                                  |                                              |
| 1992 | White Men Can't Jump                             | Sidney "Syd" Deane                            |                                              |
| 1992 | Passenger 57                                     | John Cutter                                   |                                              |
| 1993 | Boiling Point                                    | Jimmy Mercer                                  |                                              |
| 1993 | Rising Sun                                       | Lt. Webster "Web" Smith                       |                                              |
| 1993 | Demolition Man                                   | Simon Phoenix                                 | Nominated – MTV Movie Award for Best Villain |
| 1994 | Sugar Hill                                       | Roemello Skugs                                |                                              |
| 1994 | Drop Zone                                        | Pete Nessip                                   |                                              |
| 1995 | To Wong Foo, Thanks for Everything! Julie Newmar | Noxeema Jackson                               |                                              |
| 1995 | Money Train                                      | John Powell                                   |                                              |
| 1995 | Waiting to Exhale                                | James Wheeler                                 | Uncredited cameo                             |
| 1996 | The Fan                                          | Bobby Rayburn                                 |                                              |
| 1997 | Murder at 1600                                   | Detective Harlan Regis                        |                                              |
| 1997 | One Night Stand                                  | Maximilian "Max" Carlyle                      | Volpi Cup for Best Actor                     |
| 1998 | Jackie Chan: My Story                            | Himself                                       | Documentary                                  |
| 1998 | U.S. Marshals                                    | Mark J. Sheridan / Mark Warren / Mark Roberts |                                              |
| 1998 | Blade                                            | Eric Brooks / Blade                           | Also fight choreographer and producer        |
| 1998 | Down in the Delta                                | Will Sinclair                                 | Direct-to-video, also executive producer     |
| 1998 | Masters of the Martial Arts                      | Himself                                       | Documentary                                  |
| 1999 | Play It to the Bone                              | Ringside Fan #2                               | Cameo                                        |
| 2000 | The Art of War                                   | Neil Shaw                                     |                                              |
| 2002 | Blade II                                         | Eric Brooks / Blade                           | Also fight choreographer and producer        |
| 2002 | Liberty Stands Still                             | Joe                                           | Direct-to-video                              |
| 2002 | ZigZag                                           | David "Dave" Fletcher                         |                                              |
| 2002 | Undisputed                                       | Monroe "Undisputed" Hutchens                  | Also producer                                |
| 2004 | Unstoppable                                      | Dean Cager                                    | Direct-to-video                              |
| 2004 | Blade: Trinity                                   | Eric Brooks / Blade                           | Also producer                                |
| 2005 | 7 Seconds                                        | Jack Tulliver                                 | Direct-to-video                              |
| 2005 | The Marksman                                     | Painter                                       | Direct-to-video                              |
| 2005 | Chaos                                            | Jason York / Scott Curtis/Lorenz              | Direct-to-video                              |
| 2006 | The Detonator                                    | Sonni Griffith                                | Direct-to-video                              |
| 2006 | Hard Luck                                        | Lucky                                         | Direct-to-video                              |
| 2007 | The Contractor                                   | James Jackson Dial                            | Direct-to-video                              |
| 2008 | The Art of War II: Betrayal                      | Neil Shaw                                     | Direct-to-video                              |
| 2009 | Brooklyn's Finest                                | Casanova "Caz" Phillips                       | Black Reel Award for Best Supporting Actor   |
| 2010 | Game of Death                                    | Agent Marcus Jones                            | Direct-to-video                              |
| 2012 | Gallowwalkers                                    | Aman                                          | Direct-to-video                              |
| 2014 | The Expendables 3                                | Doctor Death                                  |                                              |
| 2015 | Chi-Raq                                          | Cyclops                                       | Limited release                              |
| 2017 | Armed Response                                   | Isaac                                         | Direct-to-video                              |
| 2017 | The Recall                                       | The Hunter                                    | Direct-to-video                              |
| 2019 | Dolemite Is My Name                              | D'Urville Martin                              |                                              |
| 2020 | Cut Throat City                                  | Lawrence                                      |                                              |
| 2020 | Coming 2 America                                 | General Izzi                                  | Post-production                              |